# Матрица перестановки
Ма́трица перестано́вки (или подстано́вки) — квадратная бинарная матрица, в каждой строке и столбце которой находится ровно один единичный элемент. Каждая матрица перестановки размера {\displaystyle n\times n} является матричным представлением перестановки из {\displaystyle n} элементов.

## Определение
Пусть дана перестановка {\displaystyle \sigma } из {\displaystyle n} элементов:
{\displaystyle {\begin{pmatrix}1&&2&&\ldots &&n\\\sigma (1)&&\sigma (2)&&\ldots &&\sigma (n)\end{pmatrix}}}
Соответствующей матрицей перестановки является матрица {\displaystyle n\times n} вида:
{\displaystyle P_{\sigma }={\begin{pmatrix}\mathbf {e} _{\sigma (1)}\\\mathbf {e} _{\sigma (2)}\\\vdots \\\mathbf {e} _{\sigma (n)}\end{pmatrix}},}
где {\displaystyle \mathbf {e} _{i}} — вектор размерности {\displaystyle n}, {\displaystyle i}-й элемент которого равен 1, а остальные равны нулю.

### Пример
Перестановка:
{\displaystyle \pi ={\begin{pmatrix}1&&2&&3&&4\\{\color {Red}4}&&{\color {Green}2}&&{\color {Orange}1}&&{\color {Blue}3}\end{pmatrix}}}
Соответствующая матрица:
{\displaystyle P={\begin{pmatrix}0&&0&&0&&{\color {Red}1}\\0&&{\color {Green}1}&&0&&0\\{\color {Orange}1}&&0&&0&&0\\0&&0&&{\color {Blue}1}&&0\\\end{pmatrix}}}

## Свойства
- Для любых двух перестановок {\displaystyle \sigma ,\pi } их матрицы обладают свойством:
{\displaystyle P_{\pi }P_{\sigma }=P_{\sigma \circ \pi }.}
- Матрицы перестановки ортогональны, так что для каждой такой матрицы существует обратная:
{\displaystyle P_{\sigma }^{-1}=P_{\sigma }^{T}.}
- Умножение произвольной матрицы {\displaystyle M} на перестановочную соответственно меняет местами её столбцы.
- Умножение перестановочной матрицы на произвольную {\displaystyle M} меняет местами строки в {\displaystyle M}.
- Определитель перестановочной матрицы равен чётности перестановки. Определитель чётной перестановки равен 1, определитель нечётной перестановки — −1.